# 윤해진
윤해진(尹海進, 1989년 2월 25일 ~ )은 전 KBO 리그 KIA 타이거즈의 내야수이자, 현 KBO 리그 KIA 타이거즈의 2군 수비코치이다. 개명 전 이름은 '윤완주'(尹完株)이다.

## 선수 시절

### KIA 타이거즈시절
2012년에 입단하였다.

## 야구선수 은퇴 후
2020년부터 KIA 타이거즈의 잔류군 수비코치로 활동했다.

## 논란
- 2015년 4월 7일 SNS에 여자친구에게 메시지를 남기는 과정에서 故 노무현 전 대통령 폄하 및 인터넷 커뮤니티 일베저장소의 속어를 사용해 논란이 됐다. 이 사실이 언론을 통해 알려진 후 포털 사이트를 통해 비난이 이어지자 그는 SNS를 통해“나쁜 말인 줄 모르고 쓴 글이다."라며 사과문을 게재했으나 진정성이 의심되며 논란이 더욱 증폭됐다.

이에 KBO는 사건 당일 KBO 리그 규정 벌칙내규 제 9항인 '경기장 내외를 불문하고 감독, 코치, 선수가 공개적으로 또는 정보통신망을 통해 성별, 외모, 장애, 혼인, 인종, 피부색, 종교, 출신 국가나 지역 등에 따른 차별, 비하, 편견을 조장하는 언행, 타인의 명예를 훼손하거나 리그의 품위를 손상시키는 행위를 금지한다'라는 규정에 따라 엄중 경고 조치했다. 이번 징계는 KBO가 2015년 시즌에 신설한 타인의 명예 훼손에 대한 제재 규정을 적용해 처벌한 최초의 사례였다.
또한 소속 구단 KIA 타이거즈는 사건 당일 구단 사무실에서 상벌위원회를 열고 구단 이미지 실추하고 KBO 리그 선수로서의 품위 손상 등을 이유로 그에게 자격 정지 3개월의 징계를 결정했다. 그는 2015년 7월 7일까지 경기 출전 및 훈련 등 구단 활동에 일체 참가할 수 없으며 징계 기간 동안 연봉 지급도 중지됐다.
이 사건으로 인해 개명 전 이름을 합친 '일베완주'라고 불렸다.
3개월 후 2015년 7월 30일 1군 엔트리 등록과 함께 선발 라인업에 등록됐다.

## 출신 학교
- 대연초등학교
- 부산중학교
- 개성고등학교
- 경성대학교

## 통산 기록
| 연도 | 팀명  | 타율  | 경기 | 타수 | 득점 | 안타 | 2루타 | 3루타 | 홈런 | 루타 | 타점 | 도루 | 도실 | 볼넷 | 사구 | 삼진 | 병살 | 실책 |
| ---- | ----- | ----- | ---- | ---- | ---- | ---- | ----- | ----- | ---- | ---- | ---- | ---- | ---- | ---- | ---- | ---- | ---- | ---- |
| 2012 | KIA   | 0.267 | 68   | 90   | 17   | 24   | 2     | 0     | 0    | 26   | 6    | 5    | 3    | 6    | 2    | 22   | 2    | 5    |
| 2013 | KIA   | 0.148 | 47   | 54   | 11   | 8    | 1     | 0     | 0    | 9    | 4    | 3    | 2    | 2    | 1    | 15   | 1    | 3    |
| 2014 | KIA   | 1.000 | 5    | 2    | 0    | 2    | 0     | 0     | 0    | 2    | 0    | 0    | 0    | 1    | 0    | 0    | 0    | 0    |
| 2015 | KIA   | 0.171 | 28   | 35   | 4    | 6    | 1     | 0     | 1    | 10   | 2    | 0    | 0    | 0    | 1    | 8    | 0    | 0    |
| 2016 | KIA   | 0.167 | 34   | 30   | 5    | 5    | 0     | 0     | 1    | 8    | 2    | 0    | 0    | 2    | 0    | 6    | 0    | 0    |
| 2019 | KIA   | 0.000 | 2    | 3    | 0    | 0    | 0     | 0     | 0    | 0    | 0    | 0    | 0    | 0    | 0    | 1    | 0    | 0    |
| 통산 | 6시즌 | 0.210 | 184  | 214  | 37   | 45   | 4     | 0     | 2    | 55   | 14   | 8    | 5    | 11   | 4    | 52   | 3    | 8    |